# 준 헤이버

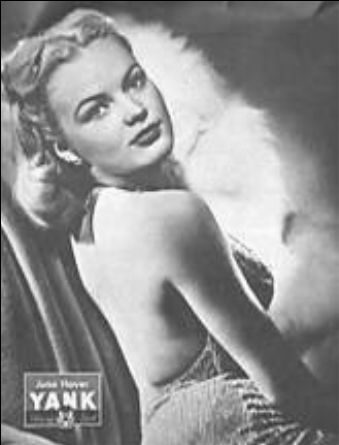

준 헤이버(June Haver, 1926년 6월 10일 ~ 2005년 7월 4일)는 미국의 연극 배우, 영화배우, 텔레비전 배우이다.

## 영화
- 더 걸 넥스트 도어 (1953년)
- 러브 네스트 (1951년)
- 아윌 겟 바이 (1950년)
- 로지 오그래디의 딸 (1950년)
- 룩 포 더 실버 리닝 (1949년)
- 오, 아름다운 인형 (1949년)
- 스쿠다 후! 스쿠다 헤이! (1948년)
- 아이 원더 후즈 키싱 허 나우 (1947년)
- 웨이크 업 앤 드림 (1946년)
- 쓰리 리틀 걸스 인 블루 (1946년)
- 웨어 두 위 고 프럼 히어? (1945년)
- 돌리 시스터스 (1945년)
- 썸딩 포 더 보이즈 (1944년)
- 아이리쉬 아이스 알 스마일링 (1944년)
- 홈 인 인디아나 (1944년)
- 갱스 올 히어 (1943년)